# Borger (Nederland)
Borger (Drents: Börger) is een plaats en voormalige gemeente in de provincie Drenthe (Nederland). Borger ligt op de Hondsrug, in de gemeente Borger-Odoorn en telt 5.010  inwoners. Tot aan de gemeentelijke herindeling op 1 januari 1998 was Borger een zelfstandige gemeente. Naast het hoofddorp bestond de gemeente uit de dorpen Bronneger, Buinen, Buinerveen, Drouwen, Drouwenerveen, Ees en Nieuw-Buinen en de buurtschappen Bronnegerveen, Drouwenermond, Eesergroen, Eeserveen, Ellertshaar en Westdorp.

## Grootste hunebed
Borger is onder meer bekend door het grootste hunebed van Nederland, de D27. In de directe omgeving van Borger bevinden zich nog 2 andere hunebedden D28 en D29. In Borger, vlak bij het hunebed D27, is het nieuwe Hunebedcentrum gelegen. Hier vindt men veel informatie over hunebedden in Nederland.

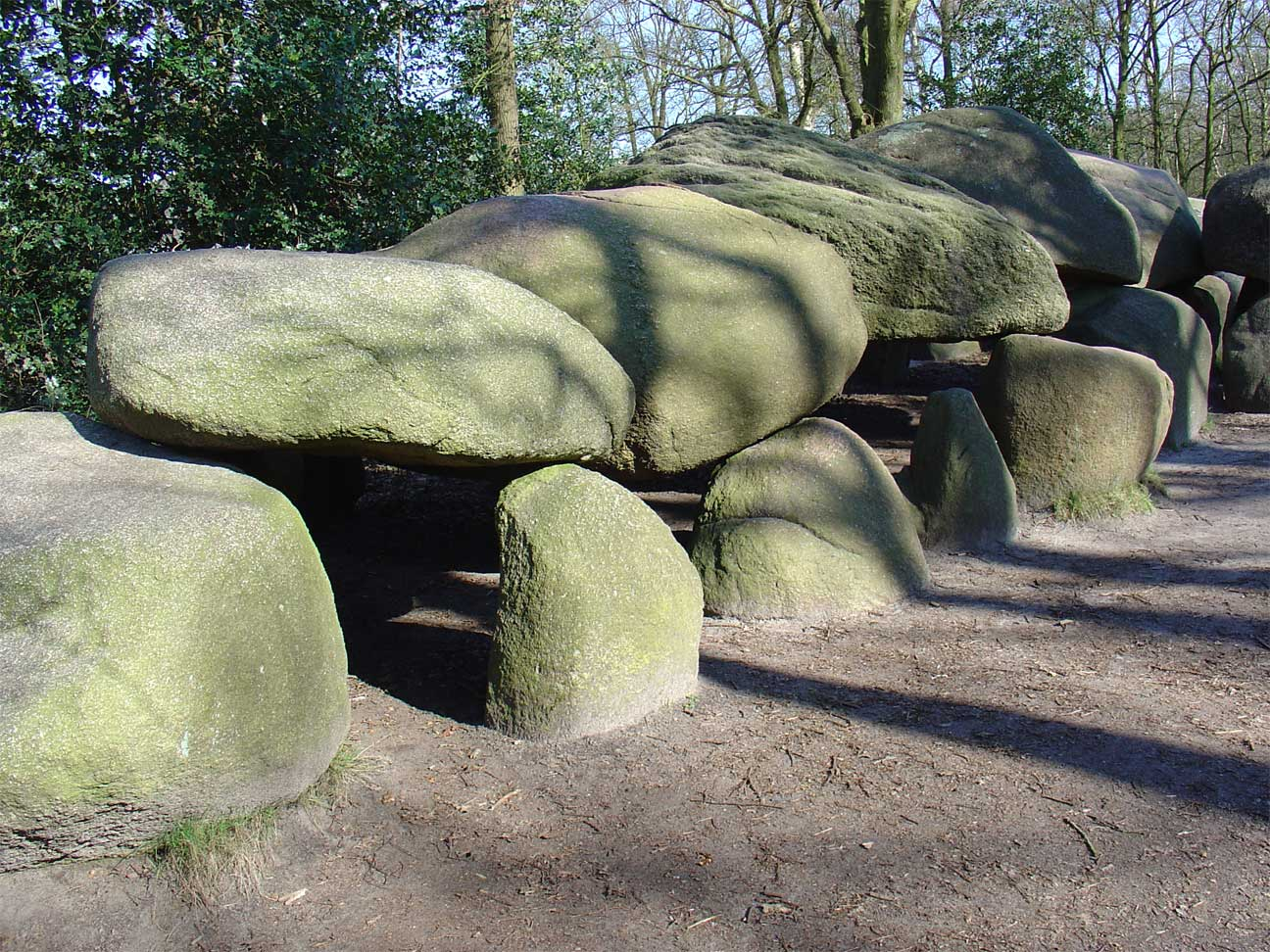
Grootste hunebed van Nederland in Borger

De aanwezigheid van meerdere hunebedden wijst op een vroege bewoning van de omgeving van Borger. Ludolph Smids schreef in 'Schatkamer der Nederlandsche oudheden' (1711) over meerdere hunebedden. Smids vermeldt dat er in Drouwen 16 en in Borger 9 hunebedden te vinden zijn.
Het huidige dorp Borger wordt pas voor het eerst genoemd in de Middeleeuwen. De kerk in Borger geldt als de tweede kerk in het dingspel Oostermoer, gesticht vanuit de moederkerk in Anloo. Het kerspel Borger omvat dan de buurschappen Drouwen, dat dan nog groter is dan Borger, Ees, Westdorp, Buinen en Gasselte. Gasselte wordt later een eigen kerspel, maar deelt nog wel eeuwenlang de schulte met Borger. De keuze voor Borger als plaats voor een nieuwe kerk schijnt mede bepaald te zijn door de ligging van een aantal tafelgoederen van de Utrechtse bisschop.

## Kerken

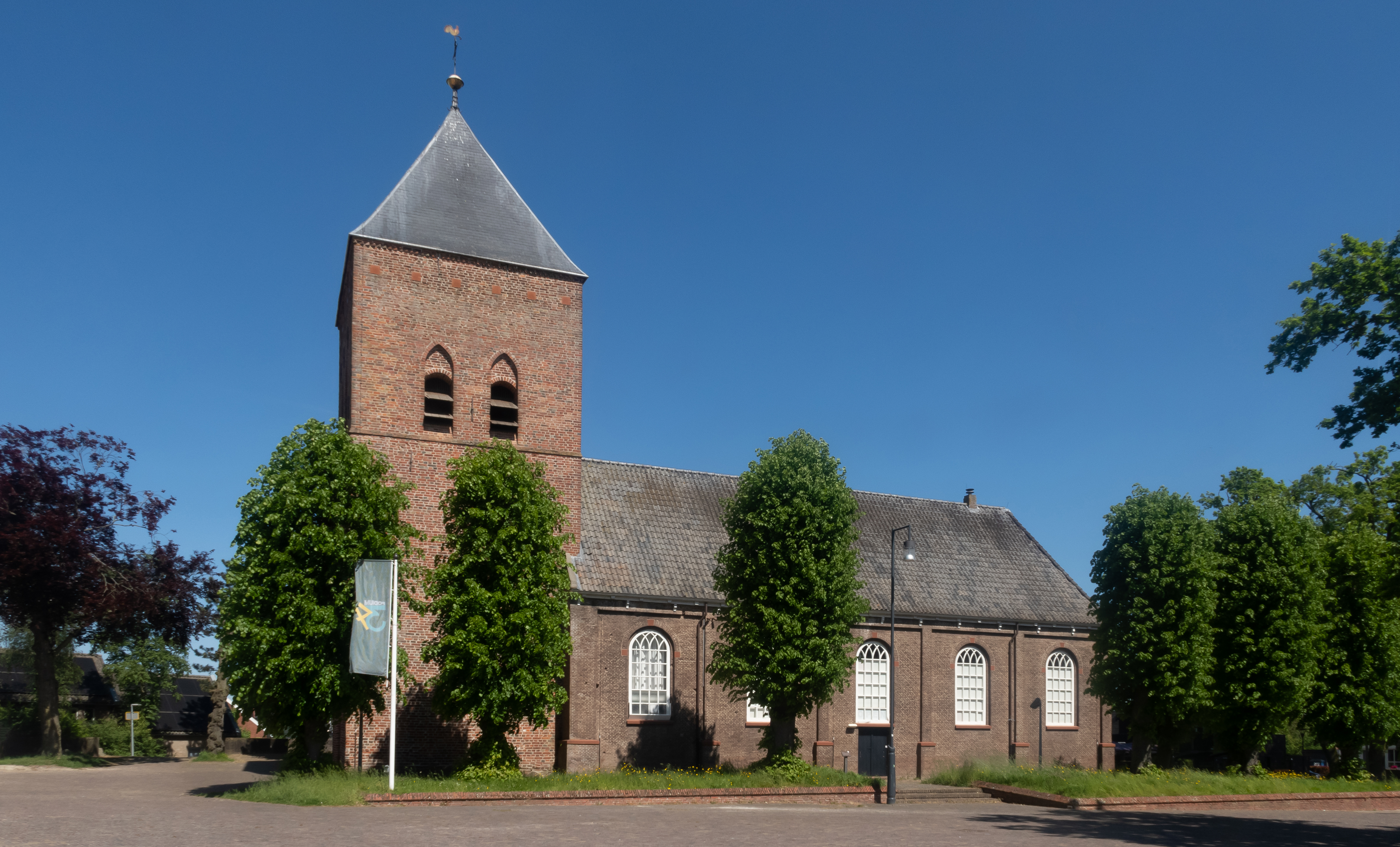
Willibrordkerk

De oorspronkelijke middeleeuwse kerk van Borger was gewijd aan Willibrord. De kerk is vanwege zijn bouwvallige staat in het begin van de 19e eeuw afgebroken en vervangen door de huidige zogenaamde Waterstaatskerk. De toren is nog wel de oorspronkelijk gotische toren uit de 14e eeuw. Vanaf 2013 wordt de kerk gebruikt als cultuurpodium. Van 2013 tot mei 2022 werd de kerk gebruikt door cultuurpodium VanSlag. Daarna is cultuurpodium Podium34 de gebruiker van de accommodatie. Voordat het cultuurpodium het gebouw in gebruik nam was de kerk onderdeel van het ontmoetingscentrum van Borger en daarmee via een gang verbonden. Het gemeentehuis van de vroegere gemeente Borger was eveneens in dit centrum gevestigd.

## Rijksmonumenten
- Lijst van rijksmonumenten in Borger

## Economie
Op dinsdag is er een weekmarkt. In de zomer is er elke vrijdag een braderie en vlooienmarkt.

## Voorzieningen
Er zijn diverse voorzieningen zoals een bibliotheek, verschillende verenigingen waaronder voetbalclub SV Borger, volleybalvereniging VEB´98 en scoutinggroep De Woudlopers, een sporthal, een zwembad, winkels, basisscholen, een middelbare school, Toeristisch Informatie Punt, campings en restaurant, openluchttheater en een cultuurpodium in Borger.

## Verkeer en vervoer

### Wegen
Er zijn drie belangrijke wegen die Borger kruisen:
- N34: Witte Paal – Hardenberg – Coevorden – Emmen – Borger – Gieten – Zuidlaren - Groningen
- N374: Hoogeveen – Westerbork – Borger – Stadskanaal
- N857: Borger – Papenvoort – Nooitgedacht – Rolde

De afslag Borger van de N34 gold als zeer gevaarlijk, er vonden diverse (dodelijke) aanrijdingen plaats. Om dit te verhelpen is in 2008 een ongelijkvloerse kruising aangelegd.

### Openbaar vervoer
Aan de N34 ligt het busstation P+R Borger waar Qliner 300 van Qbuzz aansluit op het streekvervoer.

## Geboren in Borger
- Fredrik Adolf Beins (1882-1968), burgemeester van Vlagtwedde
- Harm Tiesing (1853-1936), Drents schrijver
- Gerrit Santing (1914-2005), beeldhouwer
- Berend Scholtens (1928-2001), PSV-voetballer
- Ko Wierenga (1933-2013), burgemeester en politicus
- Bert Haandrikman (1971), radio-dj
- Emil Bijlsma (1998), voetballer

## Afbeeldingen

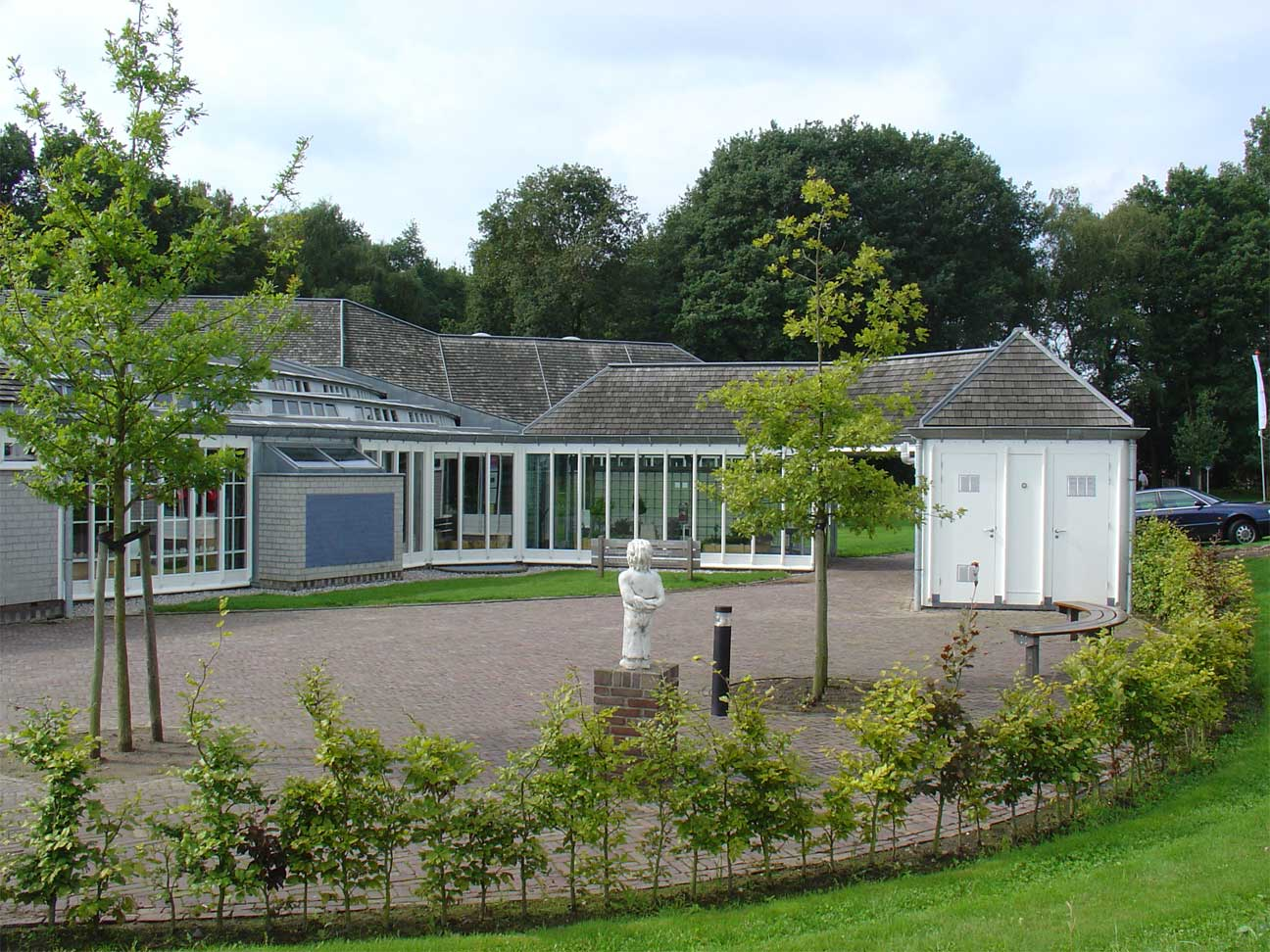
Het door Aldo van Eyck ontworpen Hunebedcentrum
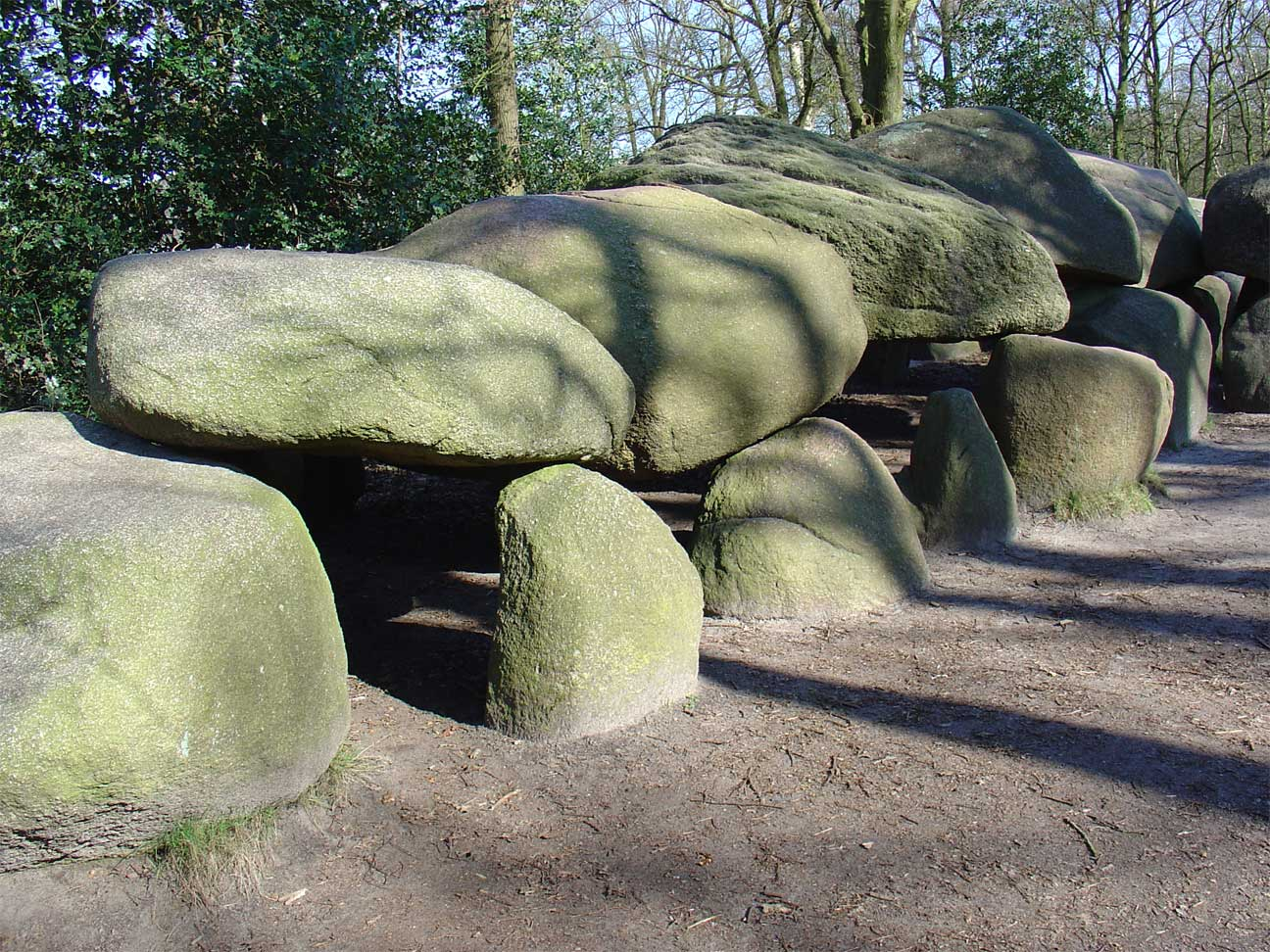
Grootste hunebed van Nederland
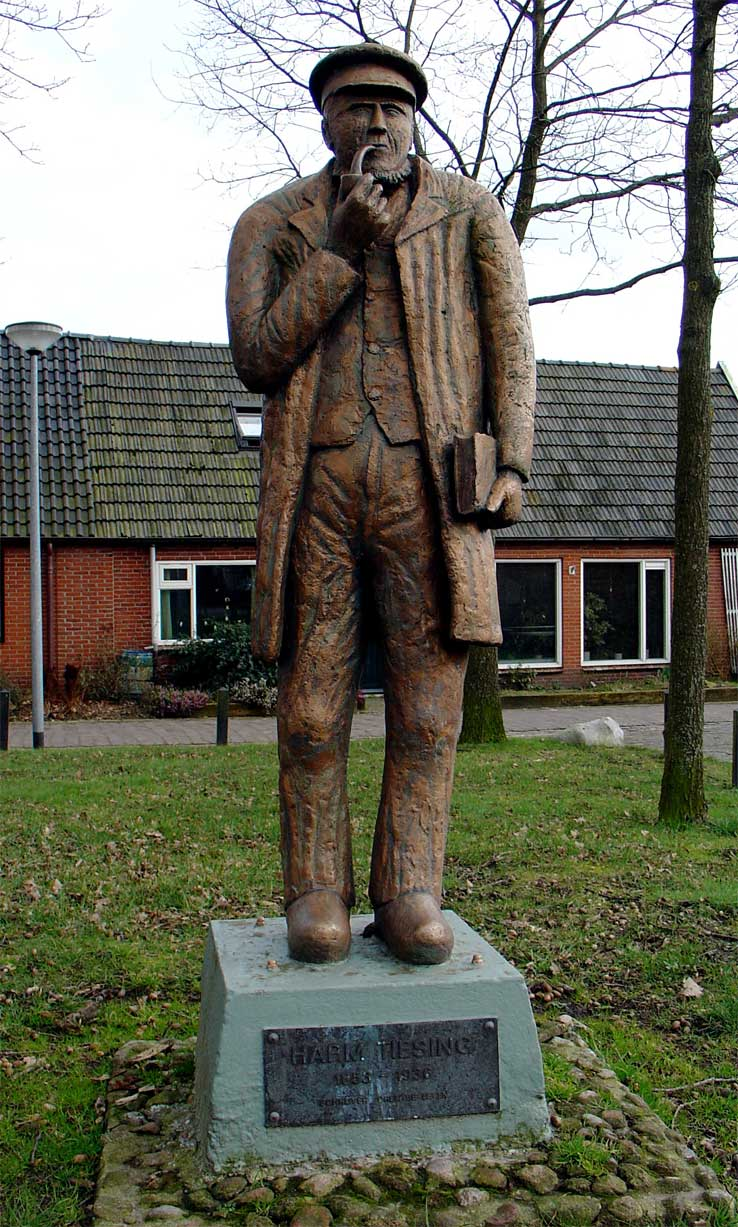
Harm Tiesing (1853-1936), schrijver te Borger
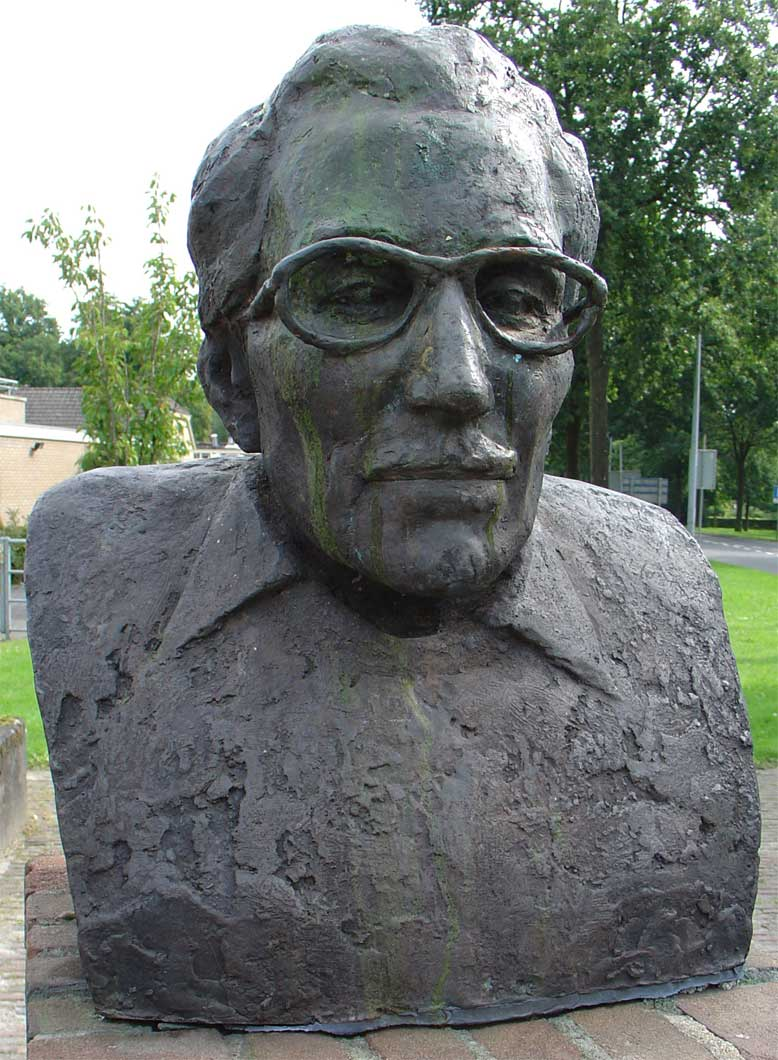
Hans Heyting, schrijver en dichter te Borger
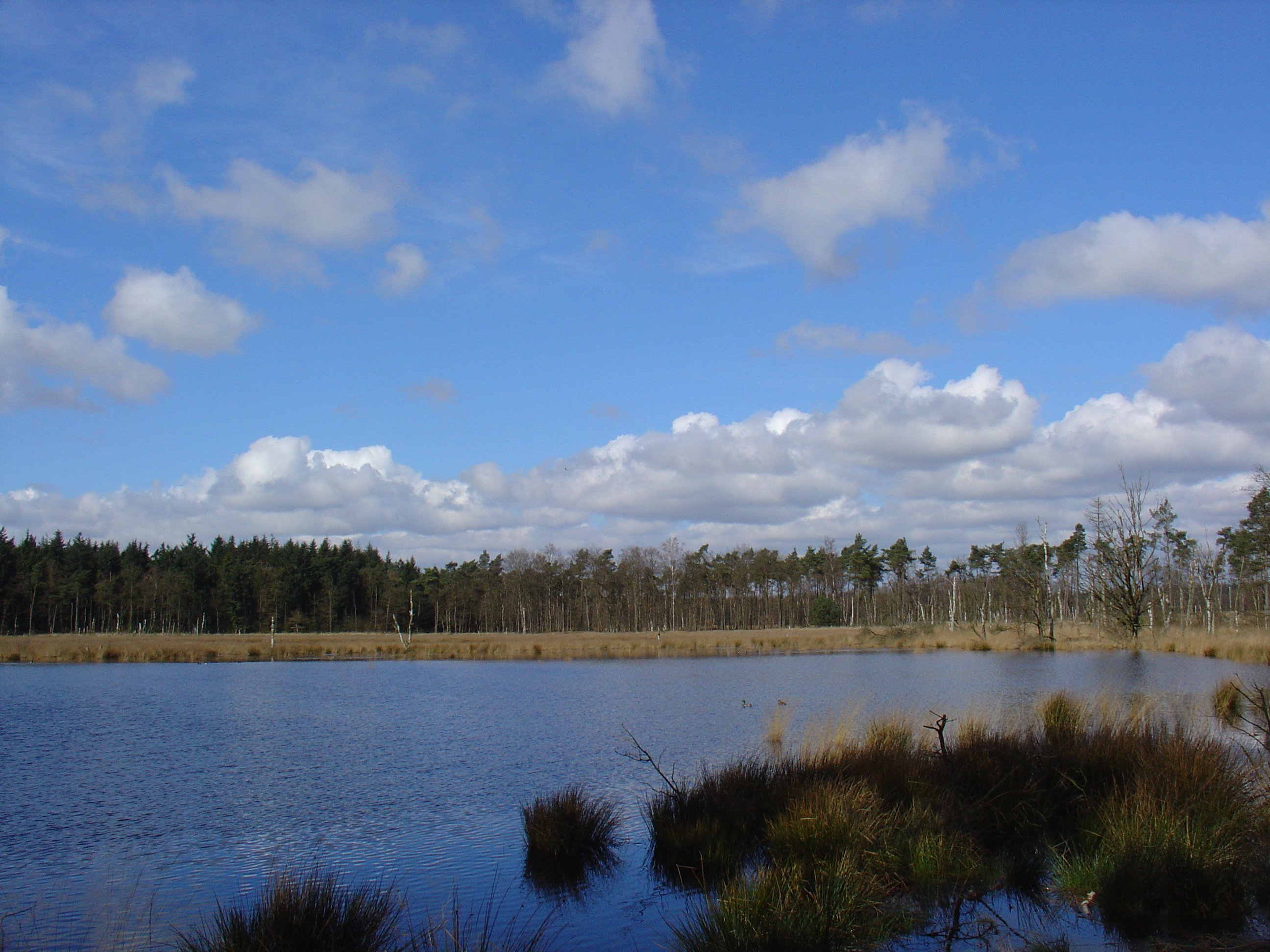
Lunsveen (Boswachterij Gieten-Borger)
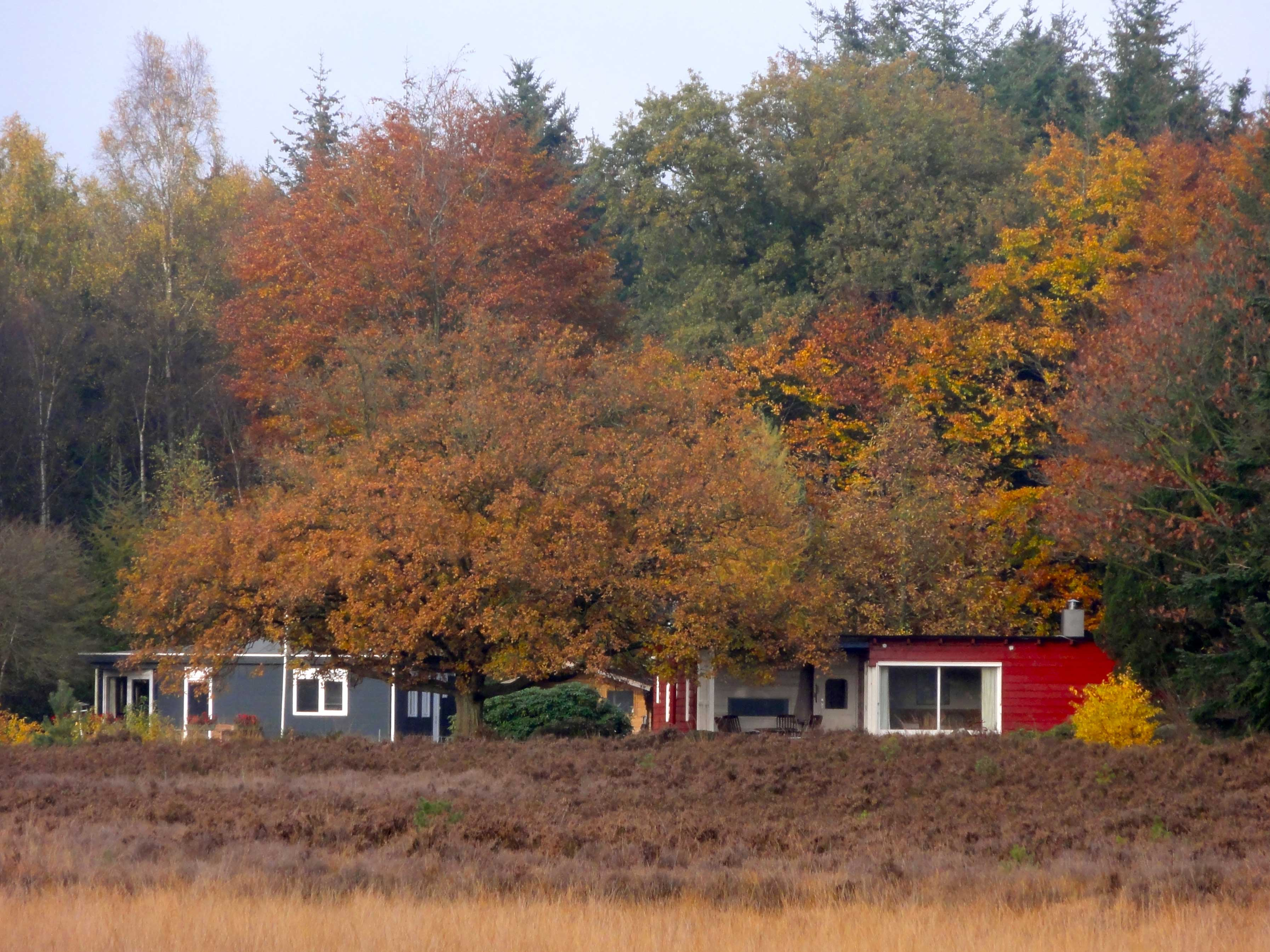
Meindersveen met zomerhuisje ontworpen door Marius Duintjer
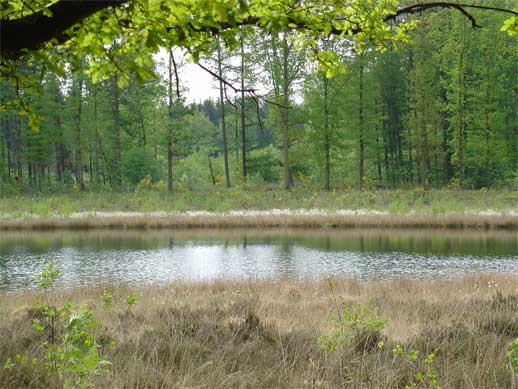
Ven in de Boswachterij Gieten-Borger